# Silent Night (pel·lícula de 2021)
Silent Night és una pel·lícula de comèdia negra de apocalíptica britànica del 2021 escrita i dirigida per Camille Griffin. La pel·lícula és protagonitzada per Keira Knightley, Matthew Goode, Roman Griffin Davis, Annabelle Wallis, Lily-Rose Depp, Sope Dirisu, Kirby Howell-Baptiste, Lucy Punch, Rufus Jones i Davida McKenzie.
La pel·lícula presenta un grup d'amics que es reuneixen per un darrer Nadal just abans que un apocalipsi ambigu acabarà amb tota la humanitat.
Silent Night es va estrenar mundialment al Festival Internacional de Cinema de Toronto el 16 de setembre de 2021, i es va estrenar el 3 de desembre de 2021 al Regne Unit per Altitude Film Distribution i als Estats Units per AMC+ / RLJE Films.

## Argument
La parella de casats Nell i Simon organitzen un sopar anual de Nadal a la seva finca rural per als seus antics amics de l'escola i els seus cònjuges. Aquest Nadal és una ocasió especial on tothom es vesteix amb roba formal i els nens poden portar-los. Es revela gradualment que a causa d'una catàstrofe ambiental imminent en què un gegantesc núvol de gas verinós rodant (que segueix minuts després de nombrosos tornados verds més petits que generalment es consideren anunciants del perill proper) està matant la majoria de les formes de vida, el govern britànic ha emès píndoles suïcides per a una mort ràpida i fàcil abans que el núvol arribi a Gran Bretanya. Les píndoles suïcides es van lliurar a tota la població, excepte als sense sostre i als migrants il·legals. Nell, Simon i la resta dels seus amics han fet un pacte de suïcidi per prendre les píndoles i donar-les als seus fills. Tanmateix, mentre James està d'acord amb els seus amics en la decisió, la seva jove dona Sophie ha descobert recentment que està embarassada i encara no està segura de si prendre la píndola.
Hi ha diversos enfrontaments durant la nit: a la Kitty li regalen una nina que s'assembla a ella, i abraça el seu pare, però es nega a abraçar a la Sandra tot i que ella li ho suplica; l'Art troba ridícul l'acte de donar regals, així que ataca els adults i fuig de l'habitació; la Sandra li diu a James que l'havia estimat quan estaven a l'escola i es preguntava per què mai no tenien relacions sexuals; Tony s'enfada visiblement per la seva admissió i afirma que mai no s'ha equivocat, moment en què Bella diu que una vegada van tenir relacions sexuals abans que es reunís amb la Sandra; L'Àlex se sent abandonat durant les festes, cosa que fa que begui massa i es desmaii al llit.
Nell, Simon i els seus fills fan un vídeo xat amb la mare de la Nell, que és a l'estranger, per acomiadar-se. Veu venir el gas, així que penja i pren la píndola. La conversa deixa el seu primogènit, Art, angoixat. Comença a especular que el govern i els científics estan equivocats. L'Art s'acosta a James i Sophie amb les seves pors. Aleshores, Sophie li revela que està embarassada, per la qual cosa no vol prendre la píndola. Art diu als seus pares que no prendrà la píndola; això culmina amb ell fugint després d'una discussió. L'Art aviat descobreix una família, inclòs un nadó, al costat de la carretera. Estan morts i hi ha diversos paquets de pastilles al cotxe. Sorprès, l'Art comença a cridar mentre els petits tornados verds giren al seu voltant; els seus crits permeten que Simon el trobi i el porti a casa.
Després de tornar a casa, el grup s'adona que és passada la mitjanit i l'hora de prendre les píndoles. Es van dividir en les seves habitacions separades per acomiadar-se. Art es desmaia i Nell l'agafa, mentre Simon dóna les píndoles als seus fills. Els nois demanen begudes per prendre les píndoles, així que Simon els dóna begudes gasoses. Mentrestant, James pressiona la Sophie perquè prengui la píndola dient que no ho farà tret que ella també ho faci, i finalment se les prenen. Bella intenta despertar l'Alex perquè prengui la píndola i la fa prendre mentre està molt borratxo, però es desperta i vomita la píndola. La Bella li diu que tenen cinc minuts i mentre estan a la cuina ballen i la Bella utilitza la diversió per apunyalar l'Àlex. Tots dos moren poc després. En Tony, la Kitty i la Sandra es troben en un llit per esperar la mort quan la Kitty recorda la seva nina i corre a buscar-la mentre la Sandra torna a demanar-li una abraçada. Quan la Kitty torna, veu que els seus pares són morts i s'arrosseguen entre ells, abraçant finalment la Sandra. Nell s'adona que l'Art ha sagnat pels ulls, el nas i les orelles. Espantats, tota la família pren ràpidament les seves píndoles i s'estiren al costat de l'Art.
L'endemà al matí, es veu que tothom és mort. El pla final se centra en Art, que de sobte obre els ulls.

## Repartiment
- Keira Knightley com a Nell, l'amfitrió de la reunió
- Matthew Goode com a Simon, el marit de Nell
- Roman Griffin Davis com a Artur (Art), el fill gran de Nell i Simon
- Hardy i Gilby Griffin Davis com a Hardy i Thomas, els fills bessons menors de Nell i Simon
- Annabelle Wallis com a Sandra, la germana de Nell
- Rufus Jones com a Tony, el marit de Sandra
- Davida McKenzie com a Kitty, la filla de Sandra i Tony
- Sope Dirisu com a James, l'amic d'infància de la Nell i la Sandra
- Lily-Rose Depp com a Sophie, la dona de James
- Kirby Howell-Baptiste com a Alex
- Lucy Punch com a Bella, la dona de l'Alex

## Producció
El gener de 2020 es va anunciar que Camille Griffin faria el seu debut amb la pel·lícula, amb Keira Knightley, Roman Griffin Davis, Matthew Goode i Annabelle Wallis. Lily-Rose Depp, Kirby Howell-Baptiste, Davida McKenzie, Rufus Jones, Sope Dirisu i Lucy Punch es van emetre el mes que ve, i el rodatge començarà el 17 de febrer.
La partitura de la pel·lícula va ser composta per Lorne Balfe.

## Estrena
Es va estrenar al Festival Internacional de Cinema de Toronto el 16 de setembre de 2021. Abans, RLJE Films i AMC+ van adquirir U.S. drets de distribució de la pel·lícula. Es va estrenar al Regne Unit i als Estats Units el 3 de desembre de 2021.

## Recepció
Al lloc web de l'agregador de ressenyes Rotten Tomatoes, el 65% de les 110 ressenyes dels crítics són positives, amb una valoració mitjana de 6,2/10." El consens crític del lloc diu: "Pasar temps amb aquests personatges pot ser molt de demanar, però Silent Night mira l'abisme amb admirable aplom." A Metacritic, la pel·lícula té una puntuació de 52 sobre 100 basada en 22 crítics, indicant "crítiques mixtes o mitjanes".